# سباستین وییدان
سباستین وییدان (انگلیسی: Sébastien Vieilledent؛ زادهٔ ۲۶ اوت ۱۹۷۶) قایقران روئینگ اهل فرانسه است.
وی همچنین برندهٔ جوایزی همچون لژیون دونور (شوالیه) شده‌است.